# Nevenko Valčić
Nevenko (Nevio) Valčić (* 1. Januar 1933 in Loborika bei Pula; †  3. Februar 2007 in Pula) war ein Radsportler aus dem früheren Jugoslawien und nationaler Meister im Radsport.

## Sportliche Laufbahn
Valčić, der Kroate war, gewann mehrfach die Meisterschaften von Jugoslawien im Straßenrennen (von 1957 bis 1959), nachdem er bereits als Junior einmal den Titel gewonnen hatte. 1953 gewann das Juniorenrennen Quer durch Istrien. Er siegte 1958 bei der Jugoslawien-Rundfahrt und belegte dreimal den zweiten Platz in dieser Rundfahrt. 1964 holte er einen Etappensieg. Viermal gewann er die Etappenfahrt Jadranska Magistrala (später Istrien Spring Trophy), von 1959 bis 1962. 1960 startete er bei den Olympischen Sommerspielen in Rom. Im Straßenrennen wurde er 31., im Mannschaftszeitfahren belegte er mit seinem Team Platz 15. Insgesamt konnte er mehr als 100 Siege erringen. In seiner gesamten Laufbahn startete er für den Radsportverein Veloce-Club Polese Pula (heute Cycling Club Pula). Valčić war ein starker Etappenfahrer und fuhr u. a. die Internationale Friedensfahrt (viermal, mit dem besten Ergebnis 1957 als 43.), die Landesrundfahrten von Tunesien, Marokko, Algerien, Ägypten, Bulgarien und die Tour de l’Avenir.

## Ehrungen
Seit 2007 gibt es in Loborika ein traditionelles Radrennen namens Nevio Valčić Memorial. Die Organisatoren des internationalen Radsport-Freizeitrennen Granfondo Nevio Valčić sind seine Kinder Luciano und Helena Valčić und der Radsportverein Pula.